# Deutsches Feuerwehr-Fitness-Abzeichen

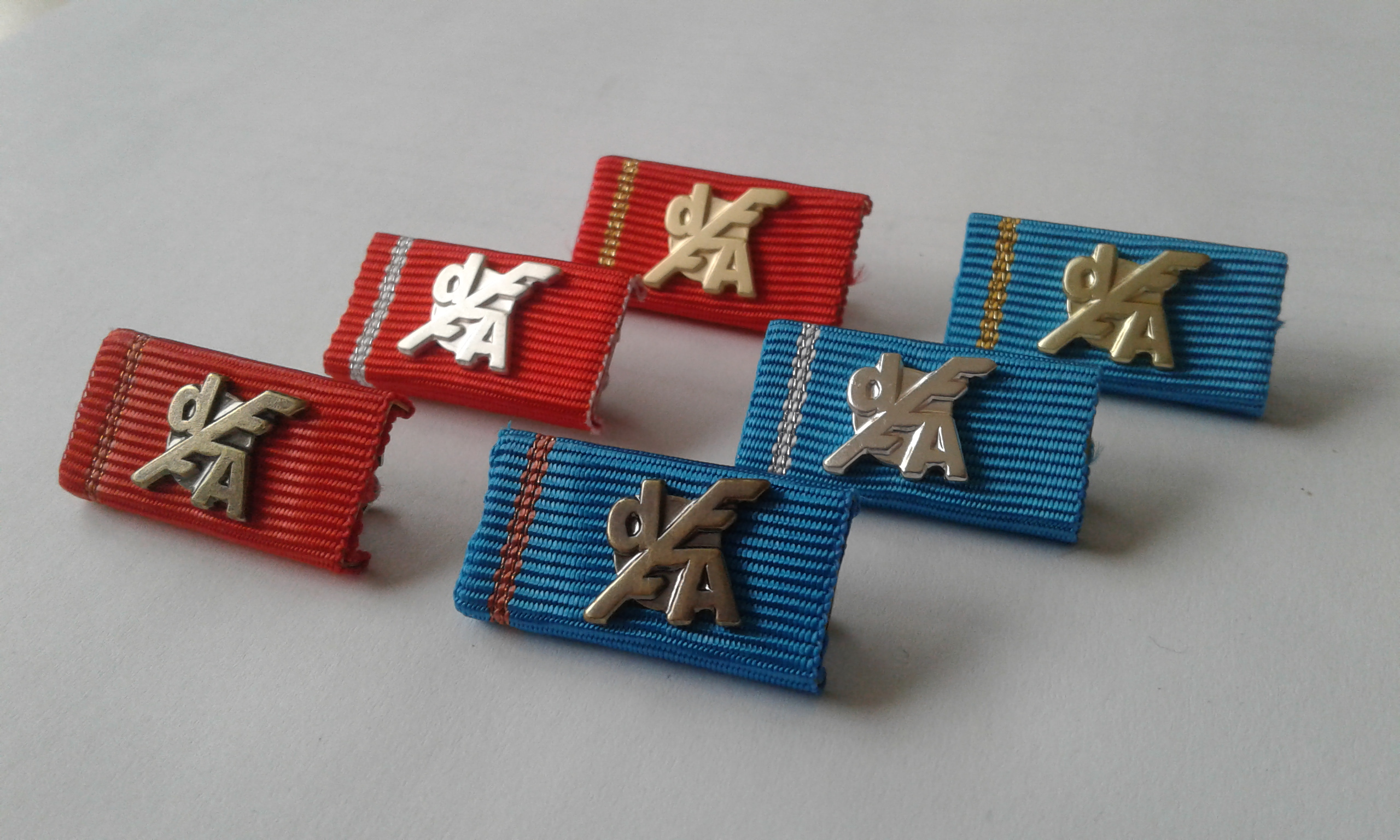
Bandschnallen des dFFA Jugend (blau) und Erwachsene (rot)

Das Deutsche Feuerwehr-Fitness-Abzeichen (dFFA) ist ein sportmotorisches Leistungsabzeichen für Feuerwehrangehörige und wird von der Deutschen Feuerwehr-Sportföderation e. V. verliehen. Es definiert die physischen Mindestanforderungen für Einsatzkräfte der Feuerwehr gemäß der Arbeitsgruppe Gesundheitsmanagement und Sport der AGBF.

## Anforderungen und Auszeichnung
Das dFFA wird, ähnlich wie das seit dem Jahr 2013 neu organisierte Deutsche Sportabzeichen, in den Stufen Bronze, Silber und Gold vergeben. Die Stufe „Bronze“ galt bis Mai 2013 als „Mindestanforderung für den Einsatzdienst“, seitdem gilt für die Stufe Bronze die Formulierung „befriedigende körperliche Leistungsfähigkeit“, für Silber „gute körperliche Leistungsfähigkeit“ und für Gold „sehr gute körperliche Leistungsfähigkeit“. Die Anforderungen des dFFA sind nicht geschlechterdifferenziert und in den vergleichbaren Disziplinen höher als beim Deutschen Sportabzeichen.

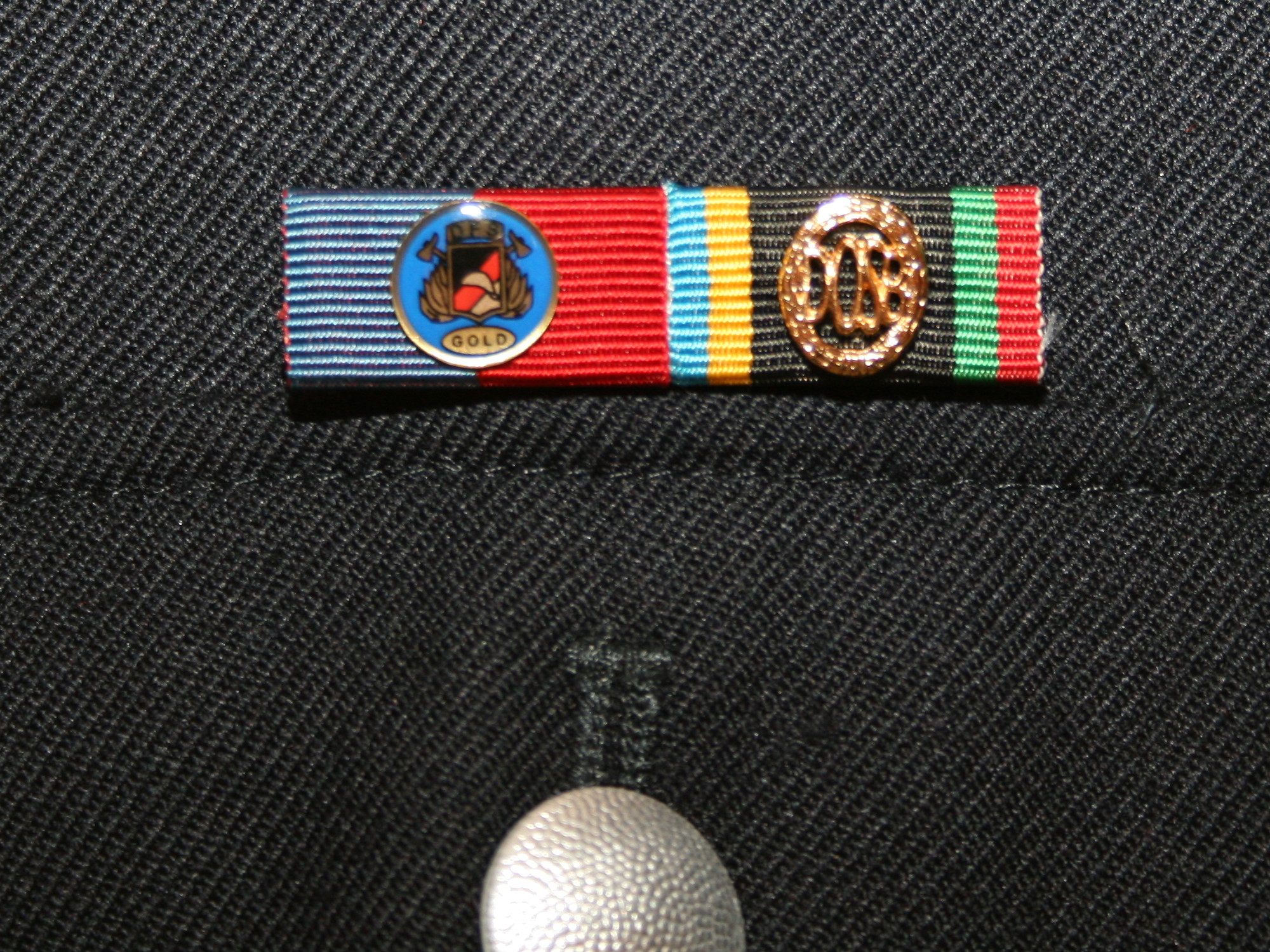
Linke Bandschnalle als Ursprungsversion des dFFA

Die Auszeichnung erfolgt in Form einer Urkunde. Außerdem kann das Abzeichen als Bandschnalle oder Anstecknadel getragen werden.

## Disziplinen
Die Einzeldisziplinen sind teilweise spezifisch auf die Anforderungen des Feuerwehrdienstes zugeschnitten, teilweise aber auch ohne unmittelbaren feuerwehrspezifischen Bezug. Es muss jeweils eine Disziplin aus den drei Gruppen absolviert werden, die Zielwerte (Zeit oder Zahl der Wiederholungen bzw. Steighöhe) variieren mit der Altersstufe und der zu erreichenden Stufe Bronze, Silber oder Gold:
Gruppe 1 (Ausdauer)
- 5.000 m Laufen
- Firefighter Run
- 10.000 m Laufen
- Halbmarathon
- Marathon
- Triathlon
- 1.000 m Schwimmen
- 20 km Radfahren
- Radmarathon

Gruppe 2 (Kraft)
- 40 kg Bankdrücken
- Klimmziehen
- Beugehang
- Dummy ziehen
- Endlosleiter
- Toughest Firefighter Alive (TFA)
- Firefighter-Combat-Challenge

Gruppe 3 (technisch-koordinative Disziplinen)
- Parcours
- 200 m Kombi-Schwimmen (15 m Tauchen, 85 m Freistil, 50 m Rücken ohne Armtätigkeit, 50 m Brust)
- Kasten-Bumerang-Test[4]

## Laufbahnprüfung

dFFA in der Laufbahnprüfung

Das Deutsche Feuerwehr-Fitness-Abzeichen löste das Deutsche Sportabzeichen (DSA) in den Bundesländern Hamburg, Berlin, Thüringen und Rheinland-Pfalz als verbindlichen Prüfungsbestandteil der Laufbahnausbildungen der Berufsfeuerwehren ab. In Baden-Württemberg ist das dFFA oder das DSA optional abzulegen. 

## Organisation
Das Deutsche Feuerwehr-Fitness-Abzeichen wurde ab 2007 auf Anregung des Arbeitskreises „Ausbildung“ der Arbeitsgemeinschaft der Leiter der Berufsfeuerwehren durch die Landessportreferenten für die Berufsfeuerwehren (Arbeitsgemeinschaft Gesundheitsmanagement und Sport) entwickelt und 2010 eingeführt. Die Verleihung wird von der Deutschen Feuerwehr-Sportföderation e.V. koordiniert und umgesetzt. Die Abnahme erfolgt durch von der DFS geschulte und autorisierte Abnahmeberechtigte der Feuerwehren.